# Naranjeros de Hermosillo
Los Naranjeros de Hermosillo es un equipo de béisbol profesional de México, integrante de la Liga Mexicana del Pacífico (LMP), con sede en la ciudad de Hermosillo, Sonora, México. Cuenta con 17 campeonatos en su historia en la liga (máximo ganador de este circuito) y 2 de Serie del Caribe.
Además el club cuenta con 3 campeonatos de Liga de la Costa del Pacífico, 1 de Liga Norte de Sonora, 1 de Serie Nacional Invernal y 1 del Campeonato Invernal Costeño. Siendo el equipo profesional con más campeonatos de todo el país.
Los Naranjeros tienen su antecedente en los "Queliteros de Hermosillo" de la vieja Liga de la Costa del Pacífico, quienes consiguieron 3 campeonatos en 13 temporadas.

## Historia

### Queliteros de Hermosillo
Naranjeros de Hermosillo tienen su antecedente en 1945, con el nombre de "Queliteros de Hermosillo" de la vieja Liga de la Costa del Pacífico, es uno de los equipos fundadores del béisbol en el Pacífico Mexicano;  la legendaria Liga de la Costa del Pacífico se jugó entre 1945 y 1958 para llegar a 13 temporadas en total. Los Queliteros ganaron 3 de esos títulos.
La primera serie que se jugó en Hermosillo en la Liga de la Costa fue contra Venados de Mazatlán. El primer juego fue el día sábado 27 de octubre de 1945 en la capital Sonorense. El resultado de ese primer encuentro fue un empate a 5 carreras.
Los Queliteros tuvieron como casa el estadio  "Fernando M. Ortiz" que fue inaugurado en 1934 y que primeramente tuvo el nombre de "Casa del Pueblo", fue hasta mediados de los 50s cuando se nombró al parque de pelota "Fernando M. Ortiz", en honor al gran impulsor del béisbol en Hermosillo y fundador de los actuales Naranjeros.
Don Fernando M. Ortiz y Juan Chávez Echegoyén fundadores del club, lograron el primer campeonato en la historia del club en la Liga de la Costa del Pacífico, en la campaña 1946-47 con récord de 33 victorias, 21 derrotas y 3 empate, 2.0 juegos arriba de su más cercano perseguidor, Ostioneros de Guaymas.

### Naranjeros de Hermosillo
Durante la Liga de la Costa del Pacífico, en la campaña 1950-51 los Queliteros se mudaron de Hermosillo a Navojoa, naciendo así el club Mayos de Navojoa. Dos años más tarde en la campaña 1952-53 regresan a Hermosillo, esta vez con el nombre de Naranjeros de Hermosillo. 
En 1958 dio fin la Liga de la Costa del Pacífico, en ese mismo año nació la Liga Invernal de Sonora y los equipos serían solo 4 de esta entidad, Naranjeros de Hermosillo, Ostioneros de Guaymas, Rojos de Ciudad Obregón y Rieleros de Empalme. En 1965 la liga toma el nombre de Liga Invernal Sonora-Sinaloa (o solo Sonora-Sinaloa) al incorporar a Tomateros de Culiacán y Venados de Mazatlán.
Finalmente en el año de 1970, la liga toma su nombre actual de Liga Mexicana del Pacífico, ya que ingresó a la Confederación de Béisbol del Caribe, permitiendo al campeón de la Liga competir en la Serie del Caribe. Cabe resaltar que Naranjeros es el único club en participar en todas las temporadas de la Segunda Etapa del béisbol invernal. Desde 1971 el campeón de la LMP participa en el clásico caribeño, siendo los Naranjeros de Hermosillo el primer representante de la liga, además de ser el primer equipo mexicano en ganarla en 1976 y ser Hermosillo la primera ciudad mexicana en recibirla en 1974.

## Títulos

### Liga Norte de Sonora
Los "Queliteros" debutaron en la vieja "Liga de Sonora" (posteriormente llamada Liga Norte de Sonora) en el año de 1944. En ese mismo año la escuadra logró el primer campeonato de toda su historia. La primera temporada fue disputada por los siguientes clubes: Queliteros de Hermosillo, Ostioneros de Guaymas, Rieleros de Empalme y Vaqueros de Carbó.
La escuadra participó en este circuito desde 1944 hasta 1948, al mismo tiempo en el que ya participaba también en la Liga de la Costa del Pacífico. Al final del rol de juegos Hermosillo tuvo 17 ganados por 7 perdidos, mientras que Carbó su más cercano perseguidor terminó con 16 ganados por 8 perdidos.

### Liga de la Costa del Pacífico
Los Queliteros de Hermosillo participaron en la vieja Liga de la Costa del Pacífico que se jugó entre 1945 y 1958 para llegar a 13 temporadas en total. Los Queliteros obtuvieron 3 campeonatos y 1 subcampeonato.

#### Campeonatos
| Temporada | Equipo Campeón                                    | Serie | Equipo Subcampeón                        | Mánager Campeón              |
| 1946-47   | Queliteros de Hermosillo                          | *     | Ostioneros de Guaymas                    | Art Lilly                    |
| 1955-56   | Tacuarineros de Culiacán Naranjeros de Hermosillo | * 5-3 | Campeón del Rol Regular Mayos de Navojoa | Manuel Arroyo Hubbard Kittle |
| 1956-57   | Naranjeros de Hermosillo                          | *     | Venados de Mazatlán                      | Hubbard Kittle               |

Nota: El (*) significa que el Campeón se definió por la primera posición al final de temporada.

Nota: La temporada 1955-1956 tuvo dos campeones, Tacuarineros de Culiacán y Naranjeros de Hermosillo.

#### Subcampeonatos
| Temporada | Equipo Campeón      | Serie | Equipo Subcampeón        | Mánager Campeón   |
| 1954-55   | Venados de Mazatlán | *     | Naranjeros de Hermosillo | Guillermo Garibay |

Nota: El (*) significa que el Campeón se definió por la primera posición al final de temporada.

### Serie Nacional Invernal
Para más detalles sobre esta competencia, véase: Serie Nacional Invernal.
Esta serie se disputó en 4 ocasiones entre los campeones de la Liga de la Costa del Pacífico y de la Liga Invernal Veracruzana, tratando de emular a la Serie Mundial de Ligas Mayores de Béisbol.
Naranjeros participó en 2 de las 4 ediciones, logrando obtener el Campeonato en 1956 y el subcampeonato en 1957.

#### Campeón de la Serie 1956
La 2° edición de la llamada "Serie Mundial Mexicana", se disputó en el año de 1956, entre los campeones de la Liga de la Costa del Pacífico Naranjeros de Hermosillo y los campeones de la Liga Invernal Veracruzana los Diablos Rojos del México.
La serie se inició en la Ciudad de México y término en Hermosillo el lunes 13 de febrero de 1956 con los Naranjeros como campeones. A continuación el resultado de los juegos:
- JUEGO 1: Naranjeros de Hermosillo 11-5 Diablos Rojos del México
- JUEGO 2: Naranjeros de Hermosillo 2-9 Diablos Rojos del México
- JUEGO 3: Naranjeros de Hermosillo 3-15 Diablos Rojos del México
- JUEGO 4: Diablos Rojos del México 4-8 Naranjeros de Hermosillo
- JUEGO 5: Diablos Rojos del México 3-4 Naranjeros de Hermosillo
- JUEGO 6: Diablos Rojos del México 3-13 Naranjeros de Hermosillo

| Año  | Equipo Campeón           | Serie | Equipo Subcampeón        | Mánager Campeón |
| 1956 | Naranjeros de Hermosillo | 4-2   | Diablos Rojos del México | Hubbard Kittle  |

#### Subcampeón de la Serie 1957
La 3° edición de la "Serie Nacional Invernal" se disputó en el año de 1957, entre los campeones de la Liga de la Costa del Pacífico Naranjeros de Hermosillo y los campeones de la Liga Invernal Veracruzana los Petroleros de Poza Rica.
La serie se inició en Hermosillo el viernes 1 de febrero de 1957, terminando en Poza Rica el miércoles 6 de febrero de 1957 con los Petroleros como campeones. A continuación el resultado de los juegos:
- JUEGO 1: Petroleros de Poza Rica 3-4 Naranjeros de Hermosillo
- JUEGO 2: Petroleros de Poza Rica 4-2 Naranjeros de Hermosillo
- JUEGO 3: Petroleros de Poza Rica 10-2 Naranjeros de Hermosillo
- JUEGO 4: Naranjeros de Hermosillo 6-9 Petroleros de Poza Rica
- JUEGO 5: Naranjeros de Hermosillo 3-4 Petroleros de Poza Rica

| Año  | Equipo Campeón          | Serie | Equipo Subcampeón        | Mánager Campeón |
| 1957 | Petroleros de Poza Rica | 4-1   | Naranjeros de Hermosillo | Frank Oceack    |

### Campeonato Invernal Costeño
En 1962 al término de las acciones de la Liga Invernal, se planeó una serie contra el ganador de la Liga de Béisbol del Noroeste de México conformada con equipos profesionales de Sinaloa y Nayarit. Le tocó a los Diplomáticos de Tepic enfrentar a Naranjeros de Hermosillo en una serie de 7 juegos a ganar 4 por el “Campeonato del Béisbol Invernal Costeño”.
La serie inició el miércoles 14 de febrero de 1962 en el estadio Fernando M. Ortiz de Hermosillo. Naranjeros de Hermosillo se coronó campeón al ganar la serie 4 juegos contra 1. A continuación los resultados:
- JUEGO 1: Diplomáticos de Tepic 4-7 Naranjeros de Hermosillo
- JUEGO 2: Diplomáticos de Tepic 6-7 Naranjeros de Hermosillo
- JUEGO 3: Naranjeros de Hermosillo 1-4 Diplomáticos de Tepic
- JUEGO 4: Naranjeros de Hermosillo 12-3 Diplomáticos de Tepic
- JUEGO 5: Naranjeros de Hermosillo 2-1 Diplomáticos de Tepic

| Año  | Equipo Campeón           | Serie | Equipo Subcampeón     | Mánager Campeón  |
| 1962 | Naranjeros de Hermosillo | 4-1   | Diplomáticos de Tepic | Virgilio Arteaga |

### Liga Mexicana del Pacífico
Desde 1958 los Naranjeros de Hermosillo compiten en la Liga Mexicana del Pacífico, siendo uno de los 4 equipos fundadores. A lo largo de la historia han obtenido 17 campeonatos y 7 subcampeonatos.

#### Campeonatos
| Temporada | Equipo Campeón           | Serie | Equipo Subcampeón        | Mánager Campeón     |
| 1960-61   | Naranjeros de Hermosillo | *     | Ostioneros de Guaymas    | Virgilio Arteaga    |
| 1961-62   | Naranjeros de Hermosillo | *     | Rieleros de Empalme      | Virgilio Arteaga    |
| 1963-64   | Naranjeros de Hermosillo | *     | Ostioneros de Guaymas    | Leonardo Rodríguez  |
| 1970-71   | Naranjeros de Hermosillo | 3-1   | Cañeros de Los Mochis    | Maury Wills         |
| 1974-75   | Naranjeros de Hermosillo | 4-0   | Mayos de Navojoa         | Benjamín Reyes      |
| 1975-76   | Naranjeros de Hermosillo | 4-3   | Yaquis de Ciudad Obregón | Benjamín Reyes      |
| 1979-80   | Naranjeros de Hermosillo | 4-2   | Tomateros de Culiacán    | Benjamín Reyes      |
| 1981-82   | Naranjeros de Hermosillo | 4-3   | Águilas de Mexicali      | Tom Harmon          |
| 1989-90   | Naranjeros de Hermosillo | 4-1   | Mayos de Navojoa         | Tim Johnson         |
| 1991-92   | Naranjeros de Hermosillo | 4-1   | Mayos de Navojoa         | Tim Johnson         |
| 1993-94   | Naranjeros de Hermosillo | 4-0   | Mayos de Navojoa         | Marvin Foley        |
| 1994-95   | Naranjeros de Hermosillo | 4-2   | Tomateros de Culiacán    | Derek Bryant        |
| 2000-01   | Naranjeros de Hermosillo | 4-1   | Venados de Mazatlán      | Derek Bryant        |
| 2006-07   | Naranjeros de Hermosillo | 4-0   | Venados de Mazatlán      | Lorenzo Bundy       |
| 2009-10   | Naranjeros de Hermosillo | 4-3   | Venados de Mazatlán      | Homar Rojas         |
| 2013-14   | Naranjeros de Hermosillo | 4-3   | Mayos de Navojoa         | Matías Carrillo     |
| 2023-24   | Naranjeros de Hermosillo | 4-0   | Venados de Mazatlán      | Juan Gabriel Castro |

Nota: El (*) significa que el campeón se definió por la primera posición al final de temporada.

#### Subcampeonatos
| Temporada | Equipo Campeón           | Serie | Equipo Subcampeón        | Mánager Campeón   |
| 1958-59   | Ostioneros de Guaymas    | *     | Naranjeros de Hermosillo | Manuel Magallón   |
| 1978-79   | Mayos de Navojoa         | 4-2   | Naranjeros de Hermosillo | Chuck Goggins     |
| 1980-81   | Yaquis de Ciudad Obregón | 4-3   | Naranjeros de Hermosillo | Lee Sigman        |
| 1982-83   | Tomateros de Culiacán    | 4-2   | Naranjeros de Hermosillo | Francisco Estrada |
| 1996-97   | Tomateros de Culiacán    | 4-2   | Naranjeros de Hermosillo | Francisco Estrada |
| 1999-00   | Mayos de Navojoa         | 4-0   | Naranjeros de Hermosillo | Lorenzo Bundy     |
| 2020-21   | Tomateros de Culiacán    | 4-3   | Naranjeros de Hermosillo | Benjamín Gil      |

Nota: El (*) significa que el campeón se definió por la primera posición al final de temporada.

### Serie del Caribe
Los Naranjeros de Hermosillo han participado en 13 ediciones de la Serie del Caribe, logrando obtener 2 campeonatos y 3 subcampeonatos a lo largo de su historia.

#### Campeonatos

##### Serie del Caribe 1976
La Serie del Caribe 1976 fue la primera en que Naranjeros logró obtener un título caribeño. Bajo la administración de su presidente Don Arcadio Valenzuela, dirigidos por Benjamín "Cananea" Reyes, y con jugadores de la talla de Héctor Espino, Sergio Robles, Bob Darwin, Pancho Barrios, entre otros, lograron la histórica hazaña de ganar el campeonato por primera vez para un equipo mexicano.
Los Naranjeros de Hermosillo lograron el campeonato con 5 victorias y tan solo 1 derrota. El jugador más valioso resultó ser Héctor Espino.

##### Serie del Caribe 2014
La Serie del Caribe 2014 fue la segunda que logró obtener la escuadra naranja, después de 38 años de haber ganado la primera Serie del Caribe. Fue una serie histórica, porque después de 54 años en los que Cuba dejó de competir por causas políticas, regresa a competir, el equipo de Naranjas de Villa Clara fueron los representantes de Cuba.
La gran final se jugó en contra del club Indios de Mayagüez de Puerto Rico. Los naranjeros lograron rally de 6 en el sexto inning y una rayita más en el octavo inning para vencer 7-1 a los isleños. De esta manera se consiguió el ansiado segundo campeonato para la organización hermosillense y octavo para México, a manos del mánager Matías Carrillo, El MVP resultó ser Chris Roberson.
| Año  | Sede              | Campeón                  | Mánager         | Récord | Subcampeón         |
| ---- | ----------------- | ------------------------ | --------------- | ------ | ------------------ |
| 1976 | Santo Domingo     | Naranjeros de Hermosillo | Benjamín Reyes  | 5-1    | Tigres de Aragua   |
| 2014 | Isla de Margarita | Naranjeros de Hermosillo | Matías Carrillo | 4-2    | Indios de Mayagüez |

#### Subcampeonatos del Caribe
Naranjeros se ha quedado en la antesala del título caribeño en 3 oportunidades. Estas fueron en las series de 1971, 1975 y 2001.
En 1971 Naranjeros se convirtió en el primer equipo mexicano en participar en una Serie del Caribe. Su debut fue grato, pues logró salir con el segundo puesto.
De los 3 el que se recuerda con mayor nostalgia es el subcampeonato de 1975, pues Hermosillo estuvo a punto de vencer a Bayamón, pero un error del center field provocó que Bayamón venciera a la escuadra naranja y se alejara en el standing.
El subcampeonato de la Serie del Caribe 2001 está marcado por el apoyo incondicional de la ciudad de Culiacán hacia el equipo hermosillense, ya que aunque existe rivalidad en LMP entre los equipos de estas ciudades, en la serie se unieron para empujar al club naranjero envestido en la casaca de México a pelear por el campeonato.
| Año  | Sede     | Subcampeón               | Mánager        | Récord | Campeón             |
| ---- | -------- | ------------------------ | -------------- | ------ | ------------------- |
| 1971 | San Juan | Naranjeros de Hermosillo | Maury Wills    | 2-4    | Tigres del Licey    |
| 1975 | San Juan | Naranjeros de Hermosillo | Benjamín Reyes | 3-3    | Vaqueros de Bayamón |
| 2001 | Culiacán | Naranjeros de Hermosillo | Derek Bryant   | 3-3    | Águilas Cibaeñas    |

## Estadios

### Estadio Fernando M. Ortiz
Fue construido en el año de 1934 e inaugurado en 1935. Tuvo béisbol profesional hasta 1944, cuando los entonces "Queliteros" de Hermosillo debutaron en la vieja Liga de la Costa del Pacífico. Su capacidad era de 5,000 aficionados. Primeramente tuvo el nombre de "Casa del Pueblo", y fue hasta mediados de los 50s cuando se nombró al parque de pelota "Fernando M. Ortiz", en honor al gran impulsor del béisbol de la localidad, fundador de la actual Liga Mexicana del Pacífico y de los actuales Naranjeros.
El viernes 5 de junio de 1953 tuvo lugar el primer juego de béisbol con luz artificial en el Estadio de la Casa del Pueblo. La instalación del sistema eléctrico estuvo a cargo del famoso beisbolista amateur de la ciudad y mánager del club "Cerro de la Campana", Rodolfo "Opi" Valencia Valle, que en ese entonces contaba con solo 15 años. El jueves 6 de octubre de 1955 Héctor “Niní” Vizcaíno envía una iniciativa al Periódico El Imparcial en el sentido de que el Estadio de la Casa del Pueblo lleve el nombre de Fernando M. Ortiz.
Fue este el primer parque de pelota donde los Naranjeros vieron acción, en el cual participaron desde su debut en 1945. Su último juego allí fue en enero de 1972, lo que suma 27 años en dicho parque.
En este parque tuvo lugar un encuentro de Major League Baseball en México, el 31 de marzo de 1940, entre Pittsburgh Pirates y Philadelphia Athletics. La victoria fue para los de Philadelphia 7-5 contra los de Pittsburgh.

### Estadio Héctor Espino
Los Naranjeros jugaron en este estadio desde el 4 de octubre de 1972. Al inicio el estadio tenía por nombre "Coloso del Choyal". Su capacidad era de 12,000 aficionados.
Adquirió su nombre actual en el año de 1976, se le bautizó como Estadio Héctor Espino. Fue llamado así en honor de Héctor Espino, el mejor bateador mexicano de todos los tiempos, el cual jugó 24 temporadas en la novena hermosillense. Ha sido sede de la Serie del Caribe en 5 ocasiones, en 1974, 1982, 1987, 1992 y 1997. El Estadio Héctor Espino ha visto acción de 9 juegos de pretemporada de Arizona Diamondbacks, y partidos de la Selección de béisbol de México.
La escuadra naranja dejó este legendario inmueble el 6 de enero de 2013, siendo el último partido contra Tomateros de Culiacán.

### Estadio Fernando Valenzuela
El estadio fue inaugurado el 1 de febrero en la Serie del Caribe 2013, originalmente como Estadio Sonora. Tiene una capacidad de 16,000 aficionados. El primer partido celebrado fue entre los Leones del Escogido, de la República Dominicana, contra los Navegantes del Magallanes, equipo de Venezuela; el primer vencedor en este estadio resultó el equipo de Escogido, con su victoria 7-2 sobre el Magallanes. 
Los Naranjeros de Hermosillo debutaron en dicho inmueble el domingo 13 de octubre de 2013, en el juego inaugural de la temporada 2013-14 en contra de los Mayos de Navojoa. Hermosillo resultó vencedor 3-1. En esa misma temporada de debut, Naranjeros resultaron campeones en 7 juegos en contra de los mismos Mayos de Navojoa, obteniendo su banderín número 16.
El 7 de febrero de 2023 el Gobernador de Sonora, Alfonso Durazo Montaño afirmó que existía un decreto para modificar el nombre del estadio de béisbol de la ciudad de Hermosillo, de estadio Sonora a estadio Fernando Valenzuela, en honor de Fernando Valenzuela, el mejor beisbolista sonorense y mexicano en la historia de las Grandes Ligas de béisbol.
El día 27 de marzo de 2023 se colocó el nuevo nombre del estadio.

## Rivalidades
- Desde la década de los 90's su rivalidad más fuerte es con los Tomateros de Culiacán. Con dicho equipo se disputa año tras año la supremacía de la Liga. La rivalidad surgió cuando Ostioneros de Guaymas dejó el circuito en 1991 por problemas económicos, y así Tomateros se convirtió en el equipo que mayor pelea le daba a la escuadra naranja. Los enfrentamientos entre ambos equipos son considerados como "el clásico de la liga".

- Anteriormente su rivalidad era contra los Ostioneros de Guaymas que actualmente están desaparecidos. Contra Guaymas la rivalidad se acrecentó en las décadas de los 50s y 60s, los enfrentamientos entre ambos equipos eran considerados como "el clásico de la liga" o también como "el clásico sonorense".

## Jugadores destacados
Los Naranjeros han tenido a varias figuras importantes en sus filas. Además de Héctor Espino han vestido la casaca Naranja figuras como Vinicio Castilla, Erubiel Durazo, Ángel Moreno, Cornelio García, Francisco "Pancho" Barrios, Maximino León, Celerino Sánchez, Sergio "Kaliman" Robles, Miguel "Pilo" Gaspar, Francisco "Chico" Rodríguez, José Luis "Borrego" Sandoval, Elmer Dessens, Jorge de la Rosa, Edgar González, Óscar Villarreal, Karím García, Luis Alfonso García, Juan Carlos Canizalez, Benjamín "Cananea" Reyes y Fernando Valenzuela, quien formara parte del equipo campeón en 2000-2001, además de ser refuerzo en la serie del Caribe 1982, celebrada en Hermosillo.
Naranjeros también ha tenido varios extranjeros reconocidos en sus filas, entre ellos Curt Schilling, Larry Walker, Minnie Miñoso, Luis Tiant, Bob Darwin, Dan Johnson, entre otros.

## Números retirados
Legendarios Anaranjados
| Número | Nacionalidad | Jugador                          | Fecha de Retiro         |
| ------ | ------------ | -------------------------------- | ----------------------- |
|        | mexicano     | Héctor Espino                    | 29 de noviembre de 1987 |
|        | mexicano     | Benjamín "Cananea" Reyes         | 8 de noviembre de 1992  |
|        | mexicano     | Francisco "Pancho" Barrios       | 4 de noviembre de 1993  |
|        | mexicano     | Celerino Sánchez                 | 24 de noviembre de 1993 |
|        | mexicano     | Maximino León                    | 23 de enero de 2000     |
|        | mexicano     | Ángel Moreno                     | 26 de noviembre de 2003 |
|        | mexicano     | Miguel Sotelo                    | 20 de octubre de 2006   |
|        | mexicano     | Sergio "Kaliman" Robles          | 9 de noviembre de 2006  |
|        | mexicano     | Cornelio García                  | 13 de noviembre de 2009 |
|        | mexicano     | Vinicio "Vinny" Castilla         | 9 de diciembre de 2012  |
|        | mexicano     | José Luis "Borrego" Sandoval     | 21 de diciembre de 2013 |
|        | mexicano     | Erubiel Durazo                   | 2 de diciembre de 2018  |
|        | mexicano     | Miguel Flores                    | 6 de noviembre de 2019  |
| 5      | mexicano     | Carlos "Chispa" Gastélum         | 5 de diciembre de 2021  |
| 1      | mexicano     | Marco Antonio “Marcianito” Manzo | 13 de diciembre de 2023 |

## Uniforme Alternativo
| Colores del equipo           |                                         |                    |
| Colores del equipo           | Emblema del equipo · Colores del equipo | Colores del equipo |
| Colores del equipo           |                                         |                    |
| Colores del equipo           |                                         |                    |
|                              |                                         |                    |
| Uniforme Alternativo Local 1 |                                         |                    |

| Colores del equipo           |                                         |                    |
| Colores del equipo           | Emblema del equipo · Colores del equipo | Colores del equipo |
| Colores del equipo           |                                         |                    |
| Colores del equipo           |                                         |                    |
|                              |                                         |                    |
| Uniforme Alternativo Local 2 |                                         |                    |

| Colores del equipo             |                                         |                    |
| Colores del equipo             | Emblema del equipo · Colores del equipo | Colores del equipo |
| Colores del equipo             |                                         |                    |
| Colores del equipo             |                                         |                    |
|                                |                                         |                    |
| Uniforme Alternativo Visitante |                                         |                    |

| Colores del equipo        |                                         |                    |
| Colores del equipo        | Emblema del equipo · Colores del equipo | Colores del equipo |
| Colores del equipo        |                                         |                    |
| Colores del equipo        |                                         |                    |
|                           |                                         |                    |
| Uniforme Especial "Retro" |                                         |                    |

## Naranjeros en la cultura popular
- En la película El Jeremías, el padre del joven prodigio regularmente porta jersey y gorras del club Naranjeros.

- En la película 108 Costuras se muestra el Estadio Fernando Valenzuela que por entonces llevaba el nombre de Estadio Sonora, en el que los protagonistas juegan para el club Naranjeros.

- En el capítulo 3 “Santificado sea tu antojo” del documental Santas Garnachas de Netflix, se muestran ilustraciones del club Naranjeros mientras se muestran postales de la ciudad de Hermosillo.